# Сіріачконі
Сіріачконі (груз. სირიაჩქონი) — село в Грузії.
За даними перепису населення 2014 року в селі проживає 13 осіб.
У селі народився Цомая Борис Герасимович — радянський діяч, «Заслужений працівник промисловості Української РСР».